# Hringhorni

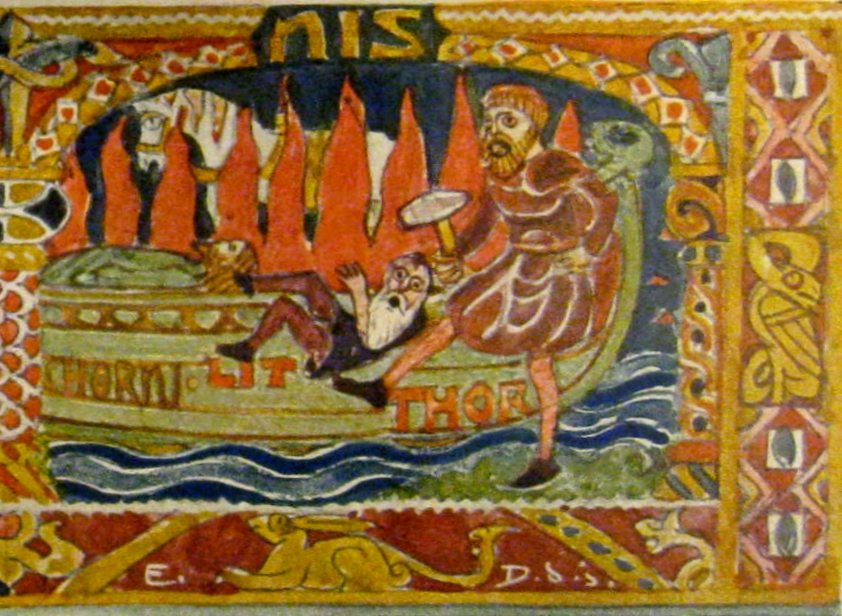
Thor e Litr, no funeral de Balder

Hringhorni na mitologia nórdica, era o barco descrito pelo deus Balder, como "o maior dos barcos". Há relatos de que o próprio Balder, depois de assassinado pelo seu irmão Hoder, foi transportado para o barco e, juntamente com a sua esposa Nana, ali cremados.